# Hoàng Nhật Nam (đạo diễn)
Hoàng Hữu Nhật Nam (sinh ngày 12 tháng 3 năm 1975), thường được biết đến với nghệ danh Hoàng Nhật Nam, là một đạo diễn các show trình diễn nghệ thuật, văn hoá, giải trí người Việt Nam.
Hiện nay, ông đang giữ chức Phó Tổng Giám đốc Sen Vàng Entertainment.

## Sự nghiệp
Sau khi tốt nghiệp tại Đại học Đà Nẵng, Hoàng Nhật Nam tiếp tục theo học chuyên ngành Đạo diễn điện ảnh tại Đại học Sân khấu – Điện ảnh thành phố Hồ Chí Minh.
Năm 2009, Hoàng Nhật Nam lần đầu lên sân khấu với chương trình Người đẹp Hoa anh đào. Ông sau đó giữ vai trò Tổng đạo diễn trong một số kỳ của các chương trình Hoa hậu Việt Nam, lễ trao giải Mai Vàng, Liên hoan phim quốc tế Hà Nội. Ông tham gia sản xuất và đảm nhận vai trò giám khảo, cố vấn chuyên môn cho nhiều gameshow truyền hình.
Năm 2017, Hoàng Nhật Nam nhận được lời mời từ tập đoàn Tuần Châu để xây dựng vở diễn thực cảnh tại Việt Nam mang tên "Tinh hoa Bắc Bộ", ông viết kịch bản và tham gia chỉ đạo nghệ thuật. Chương trình quy tụ 250 diễn viên trên sân khấu mặt nước 4.300 m2, được đánh giá là một trong những sự kiện văn hóa nổi bật của năm, mang về nhiều lời khen từ khán giả và giới chuyên môn cũng như các giải thưởng, kỷ lục danh giá trong nước và quốc tế. Tuy nhiên, vở "Tinh Hoa Bắc Bộ" dính vào lùm xùm tranh chấp về bản quyền, bị tòa án sơ thẩm tuyên bố là "tác phẩm phái sinh" của vở "Ngày Xưa" của tác giả đạo diễn Việt Tú, dù trước đó đã được Cục bản quyền tác giả (thuộc Bộ VHTTDL) cấp giấy chứng nhận quyền tác giả. Ngày 17 tháng 01 năm 2020, Tòa án Nhân dân cấp cao thành phố Hà Nội đã tuyên hủy phán xét của tòa sơ thẩm,  khẳng định "Tinh Hoa Bắc Bộ" là tác phẩm nghệ thuật độc lập.
Năm 2013, Hoàng Nhật Nam tham gia sản xuất chương trình truyền hình, phim hài, gameshow và gặt hái được những thành công nhất định. Ông đã là tổng đạo diễn của nhiều chương trình truyền hình.
Năm 2017, Hoàng Nhật Nam là đại diện Việt Nam được Ban tổ chức Liên hoan phim các nước Đông Nam Á và Trung Quốc 2017 (ACFF 2017) mời tham gia vào hội đồng Giám khảo.
Năm 2018 - 2019, Hoàng Nhật Nam lần đầu xuất hiện trước khán giả với tư cách giám khảo trong các gameshow tìm kiếm tài năng biểu diễn, ca hát... Ông là tổng đạo diễn chuỗi chương trình Táo Xuân của truyền hình Vĩnh Long trong nhiều năm.
Hoàng Nhật Nam tham đạo diễn một số gameshow tìm kiếm tài năng âm nhạc như Tuyệt đỉnh song ca, Tuỵệt đỉnh song ca nhí, Cặp đôi vàng, Cặp đôi vàng nhí...

## Các chương trình đã tham gia

### Đạo diễn sự kiện[19]
- Hoa hậu Việt Nam (2014–2022) [20][21][22][23][24][25][26][27][28]
- Hoa hậu Thế giới Việt Nam – Miss World Vietnam (2019–nay) [29][30][31][32][33][34][35][36]
- Hoa hậu Hòa Bình Việt Nam - Miss Grand Vietnam (2022–nay) [35]
- Hoa hậu Quốc gia Việt Nam (2024)
- Vietnam Beauty Fashion Fest (2022–nay)
- Fashion Show "Sa Vũ" - Nhà thiết kế Lê Thanh Hòa (2022)
- Fashion Show "The Glory" - Nhà thiết kế Nguyễn Minh Tuấn (2022)
- Fashion Show "Obsession" - Nhà thiết kế Đỗ Long (2023)
- Táo Xuân giao thừa – Đài truyền hình Vĩnh Long (2018, 2019, 2020, 2021, 2022)
- Liên hoan phim Quốc tế Hà Nội (Haniff) (2016, 2018,2022) [37][38][39][40][41]
- Liên hoan phim Việt Nam lần XIX, XX,XXII (2015, 2017,2021) [42][43][44][45]
- Festival Hoa Đà Lạt 2019 [46][47][48][49][50][51][52]
- Lễ hội Cà phê Buôn Mê Thuột lần thứ 7 (2019) [53][53][54][55][56][57][58][59][60][61][62][63]
- Tuần lễ Trà và Tơ lụa Bảo Lộc - Lâm Đồng (2019) [64][65][66][67][68][69][70][71][72]Đạo diễn Hoàng Nhật Nam trong vai trò ban giám khảo gameshow truyền hình Ca sĩ thần tượng

Đạo diễn Hoàng Nhật Nam trong vai trò ban giám khảo gameshow truyền hình Ca sĩ thần tượng

- Lễ trao giải Âm nhạc Cống Hiến 2019 [73][74][75][76][77][78][79][80][81][82]
- Lễ hội Vang và Nho Ninh Thuận (2019) [83][84][85][86][87][88]
- Lễ dâng trầm "Trầm hương linh khí trời đất" (2019) [89][90][91][92][93][94][95][96]
- Festival Hang động Quảng Bình 2019 [97][98][99][100][101][102][103][104][105][106]
- Lễ trao giải Mai Vàng 2018 [107][108][109][110]
- Lễ bế mạc năm du lịch Quốc gia 2018 [111]
- Fashion show "Mirror Mirror" Nhà thiết kế Phạm Đăng Anh Thư (2018)
- Vở diễn thực cảnh "Tinh Hoa Bắc Bộ" (2017) [4][112][113]
- Fashion Show "Lam Vũ" Nhà thiết kế Lê Thanh Hòa (2016)
- Festival tuần lễ du lịch xanh (2015)
- Tiếng hát truyền hình Thành phố Hồ Chí Minh - HTV (2014, 2015)
- Dấu ấn 25 năm tiếng hát truyền hình HTV (2015)
- Hoa khôi đồng bằng sông Cửu Long (2012, 2014)
- Tiếng hát truyền hình Vĩnh Long (2014)
- Festival Gốm sứ Bình Dương - Đêm nghệ thuật Vũ điệu gốm sứ (2010)
- Giai điệu phương Nam (2013 - 2015)
- Âm vang miền Tây, Âm vang miền Đông (2009-2013)
- Những dòng sông hò hẹn (2009-2011)
- Người đẹp Hoa anh đào (2009, 2010)

### Đạo diễn gameshow truyền hình
- Tài tử tranh tài mùa 1 và 2 (THVL1)
- Tuyệt đỉnh song ca mùa 1, 2, 3 và 4 (THVL1)
- Tuyệt đỉnh song ca – Cặp đôi vàng mùa 1, 2 và 3 (THVL1)
- Tuyệt đỉnh song ca nhí mùa 1, 2 và 3 (THVL1)
- Thử tài siêu nhí mùa 1, 2, 3 và 4 (THVL1)
- Bản lĩnh nhóc tỳ mùa 1, 2 và 3 (VTV3)
- The Noise – Im lặng là Vàng (HTV7)
- Ca sĩ thần tượng mùa 1, 2 và 3 (THVL1)
- Vang bóng một thời (THVL1 năm 2019, 2020, 2021)
- Ngôi sao đương thời (THVL1 năm 2020)
- Tuyệt đỉnh Bolero (THVL1 năm 2020)
- Hạnh phúc đầu xuân (THVL1 năm 2020)
- Chơi phải thắng (THVL1 năm 2020)
- Bản lĩnh ngôi sao (THVL1 năm 2020, 2021)
- Giải mã tri kỷ (THVL1 năm 2020, 2021)
- Truy tìm cao thủ (THVL1 năm 2020, 2021)
- Sắc màu Việt Nam (THVL1 năm 2019-2021)
- Vẫn hát lời tình yêu (THVL1 năm 2022)
- Nghệ sĩ thần tượng (THVL1 năm 2022)
- Hành trình đất phương nam (THVL1 năm 2022)
- Khoảnh khắc rực rỡ (THVL1 năm 2022)
- Talkshow Sức sống Việt Nam (HTV năm 2020, 2022)
- Cuộc chiến ẩm thực (HTV năm 2020, 2022)
- Phút thư giãn (THVL1, năm 2016-2020)
- Đại chiến âm nhạc (VTV3, HTV năm 2020, 2022)
- Hành trình hương vị (THVL1, năm 2020, 2022)
- Chuyện cảnh giác (THVL1 năm 2018-2022)
- Việt Nam mến yêu (THVL1, năm 2018-2022)

### Giám khảo gameshow truyền hình
- Ca sĩ thần tượng – mùa 1 và 2, THVL1 [12][15][114][115]
- Tuyệt đỉnh song ca – Cặp đôi vàng (mùa 2) - THVL1 [13][116]
- Tuyệt đỉnh song ca – Cặp đôi vàng nhí - THVL1 [14][117][118]

## Thành tựu
Vở diễn thực cảnh về văn hóa "Tinh hoa Bắc Bộ" do ông trực tiếp viết kịch bản đã gặt hái nhiều thành công: hai kỷ lục Guinness Việt Nam: "Show diễn có sân khấu mặt nước lớn nhất Việt Nam" và "Show diễn có số lượng diễn viên là nông dân đông nhất Việt Nam"; giải vàng Stevie Awards Châu Á – Thái Bình Dương năm 2018; "Chứng chỉ Dịch vụ Xuất sắc 2019" của TripAdvisor; Giải thưởng "Chương trình biểu diễn văn hóa thực cảnh hàng đầu 2019" tại Hàn Quốc; The Guide Awards lần thứ 20 đã vinh danh Tinh hoa Bắc Bộ ở hạng mục giải thưởng - "Sản phẩm du lịch đột phá - Khi người nông dân trở thành sứ giả văn hoá du lịch" . Kênh truyền hình CNN đã phỏng vấn ông và bình chọn "Tinh hoa Bắc Bộ" là "vở diễn nhất định phải xem khi đến Hà Nội".

## Đời sống cá nhân
Đạo diễn Hoàng Nhật Nam hiện đã kết hôn với nữ doanh nhân Phạm Kim Dung.